# لک (بهار)
لک (بهار)، روستایی از توابع بخش صالح‌آباد شهرستان بهار در استان همدان ایران است.

## جمعیت
این روستا در دهستان دیمکاران قرار دارد و براساس سرشماری مرکز آمار ایران در سال ۱۳۹۵، جمعیت آن ۳۴۰ نفر (۱۰۷خانوار) بوده‌است. این روستا در دره ای در کنار جاده اصلی همدان به بیجار قرارگرفته وقلعه قدیمی برفراز تپه به آن اشراف دارد
روستای لک دربخش صالح آباد شهرستان بهار و در فاصله۳۵ کیلومتری همدان واقع است جمعیت ان حدود340نفر(107خانوار) وزبان مردم آن ترکی می‌باشد.
این روستا در کنار جاده اصلی همدان به غارعلیصدر قرارگرفته این روستا دردره‌ای واقع شده که ازچهار طرف آن توسط بلندی‌ها احاطه شده
بقایای قلعه قدیمی باقی‌مانده از دوران پیش از اسلام بر فزاز تپه مشرف به روستا از قدمت واهمیت آن در گذشته دارد.